# シャッフルファイト
『シャッフルファイト』は、1992年10月9日にバンプレストより発売されたファミリーコンピュータ用ゲームソフト。

## 概要
SDにデフォルメされたロボットアニメのロボットが登場する、カードゲームと双六に近いボードゲームなど組み合わせたカード式国取りシミュレーションボードゲーム。キャンペーンと対戦の2つのモードをプレイできる。
パッケージに記されているように、発売当時は同社から発売されていたコンパチヒーローシリーズの作品として本作は扱われていた。しかし、2011年にオープンしたコンパチヒーローシリーズ ポータルのシリーズ一覧には本作が含まれておらず、現在はコンパチヒーローシリーズの作品として扱われていない。

## ゲーム内容

### カード
カードにはバトルカード、アイテムカード、イベントカードの3種類が存在する。
バトルカード
戦闘で戦うロボットのカード。倒されない限り何度でも戦闘に参加できる。
アイテムカード
戦闘中に自軍の強化もしく敵軍の弱体化をできるカード。一回の戦闘で一枚しか使用できず、使用後に消滅する。
イベントカード
MAP画面で自軍が有利になるか敵軍が不利になるイベントを起こせるカード。一度使うと消滅する。
キャンペーンモードではバトルカードとアイテムカードをステージ開始前に入手する。その代わりゲーム中にカードを引くことができずイベントカードを入手できない。対戦モードでは開始時にカードを一つも持っていないが国力を消費してカードを引くことができる。

### MAP
MAPは双六のようなマスが繋がった形式で、自軍の駒を進めて敵の基地を占領を目指す。対戦モードでは基地の他に都市も存在し占領することができる。敵の駒と接触すると戦闘になる。
駒は、自軍の首都で生産コマンドを使うことで、国力を消費して1ターンに一つ生産することができる。保持できる駒の数は最大で6つ。駒は国力を1消費することで1ターンに1マス移動させることができるが、自軍駒同士が隣接したマスにいる場合はダイアモンドゲームのように一つの駒だけ跨いで進めることができる。

### 戦闘
戦闘は以下の流れで行われる。
1. 戦闘に参加するバトルカードと戦闘で使うアイテムカードをそれぞれ1枚選択する。
2. 両軍ともダイスを1回ずつ振り、そのダイス目＋戦闘に出ているバトルカードの速さの数値の合計で先攻後攻を決める。
3. 攻撃側は、自軍バトルカードの攻撃力として決められた数のダイスを振り、更にカードのプラスの固定値を加えた数値で攻撃する。防御側は、攻撃側の攻撃数値から自軍バトルカードの防御力を引いた数値分だけダメージを受ける。

バトルカードは、条件を満たすことで通常より威力の高い攻撃を行うことができる。
怒涛の攻撃
攻撃時のダイス目がゾロ目の場合は、攻撃が「怒涛の攻撃」となりダメージが増加する。
必殺技
アイテムカード「必殺技」を使うことで、敵に大ダメージを与えられるバトルカード固有の必殺技を使うことができる。
特殊攻撃
各バトルカードに設定されている特定のアイテムカードを使用すると特殊攻撃が発動する。
ボス戦を除き、原作を再現した対戦になるとBGMが変化する。

## ストーリー
カードメタルによって支えられた平和なスーパーロボットの世界『カーディアンワルード』。しかしザクバラン帝国の侵略によってその平和が破られてしまった。
ザクバラン帝国の帝王ダルカスがザクバランクロイツを使いカードメタルを略奪し始めた。その目的は全てのカードメタルがそろえることで究極の魔獣機ガルシアスを復活させザクバラン帝国の支配を完全することだった。
だが辺境の小さな国アイザックでザクバラン帝国の侵略に耐え兼ねた者達が立ち上がった。

## 登場機体
- 機動戦士Ζガンダム
  - 百式
  - マラサイ
  - ハイザックカスタム
  - ハロ(ゲーム説明およびカードイラストのみ)
- 機動戦士ガンダムΖΖ
  - FAZZガンダム
  - キュベレイ
  - ズサ
  - ドライセン
- 機動戦士ガンダム 逆襲のシャア
  - νガンダム
  - サザビー
  - αアジール
- 機動戦士ガンダム0080 ポケットの中の戦争
  - ケンプファー
- 機動戦士ガンダムF91
  - ガンダムF91
- M-MSV
  - 量産型サイコガンダム（対戦のみ、字数制限のため「サイコガンダム」表記）
- 無敵超人ザンボット3
  - ザンボット3（対戦のみ）
- 無敵鋼人ダイターン3
  - ダイターン3
- 無敵ロボ トライダーG7
  - トライダーG7
- 最強ロボ ダイオージャ
  - ダイオージャ
- 重戦機エルガイム
  - エルガイム
  - エルガイムMk-II
  - オージェ
  - アシュラ・テンプル
- 戦闘メカ ザブングル
  - ザブングル（対戦のみ）
  - ウォーカギャリア
  - アイアンギア
- 機甲戦記ドラグナー
  - D-1カスタム
- マジンガーZ
  - マジンガーZ
  - アフロダイA
  - ガラダ
  - ボスボロット(ゲーム説明およびカードイラストのみ)
- グレートマジンガー
  - グレートマジンガー
  - ビューナスA（対戦のみ）
  - 暗黒大将軍（字数制限のため「あんこくしょうぐん」表記）
- ゲッターロボ
  - ゲッター1
  - ゲッター2（対戦のみ）
  - ゲッター3（対戦のみ）
- ゲッターロボG
  - ゲッタードラゴン
  - ゲッターライガー（対戦のみ）
  - ゲッターポセイドン（対戦のみ）
  - メカ雷獣鬼
- 超電磁ロボ コン・バトラーV
  - コン・バトラーV
  - ビッグガルーダ
  - ロペット(ゲーム説明およびカードイラストのみ)
- 超電磁マシーン ボルテスV
  - ボルテスV
- 闘将ダイモス
  - ダイモス（対戦のみ）
- 未来ロボ ダルタニアス
  - ダルタニアス（対戦のみ）
- 宇宙大帝ゴッドシグマ
  - ゴッドシグマ
- 光速電神アルベガス
  - アルベガス（対戦のみ）
- バンプレストオリジナル
  - サイバスター
スーパーロボット大戦からのゲスト出演。
ザクバラン帝国の宇宙要塞を攻略するために反乱軍レッドコメットからプレイヤー軍に加わる。
  - ダルカス
ザクバラン帝国の帝王。ガルシアスを復活させるためのカードメタルを集めるためカーディアンワルード各地に侵略を開始した。
なおバトルカードでの名前はダルカスだが、会話シーンの一部ではダルガスと表記されている。
必殺技は『まこうせんだん』
  - クルセイダー
ザクバラン帝国の親衛隊である騎士型ロボット。キャンペーンシナリオの終盤で多数登場する。
必殺技は『まけんれっぷうさつ』、特殊攻撃は『れっぷうにだんづき』
  - ガルシアス
ダルカスが復活させた魔獣機。反乱軍に倒されたダルカスに代わり帝国軍を率い、地上の全てを破壊しその後に悪の帝国を築こうと企む。
必殺技は『まじゅうごうしょうは』

## スタッフ
- ゲーム原案：おやまやすなが
- 企画：頓宮勝弘、おやまやすなが
- メイン・プログラム：伊藤真也
- サブ・プログラム：小早川大
- グラフィック：ひろせゆたか、おやまやすなが
- 音楽：渡部陽子
- 協力：じっぱひとからげ、バンプレスト
- ディレクター：佳丈祐子

## 評価
ゲーム誌『ファミコン通信』の「クロスレビュー」では、5・6・4・3の合計18点（満40点）、『ファミリーコンピュータMagazine』の読者投票による「ゲーム通信簿」での評価は以下の通り18.9点（満30点）となっている。
| 項目 | キャラクタ | 音楽 | お買得度 | 操作性 | 熱中度 | オリジナリティ | 総合 |
| 得点 | 3.3        | 3.0  | 3.1      | 3.1    | 3.1    | 3.1            | 18.9 |